# Стефан Петров (бригаден генерал)
Вижте пояснителната страница за други личности с името Стефан Петров.
Стефан Христов Петров е български офицер, бригаден генерал, началник на щаба на Съвместното командване на силите (2014 – 2015).

## Биография
Роден е на 4 март 1957 г. във Велинград. Завършва Природоматематическа гимназия в Монтана. През 1980 г. завършва Военновъздушното училище „Георги Бенковски“ в Долна Митрополия. От 1985 до 1988 г. е заместник-командир на авиационно звено. След това до 1990 г. е командир на звено. През 1992 г. завършва специалност „Управление на оперативно-тактическите формирования от Военновъздушните сили“ във Военната академия в София. Между 1992 и 1994 г. е командир на ескадрила. В периода 1995 – 2001 г. е началник-щаб на 24 авиобаза Крумово. През 2002 г. завършва генералщабен курс във Военната академия и поема командването на Двадесет и четвърта авиационна база. На 25 април 2003 г. е назначен за командир на 24-та вертолетна авиационна база, като на 4 май 2005 г. е преназначен на последната длъжност и удостоен с висше офицерско звание бригаден генерал. На 25 април 2006 г. е назначен за командир на 24-та вертолетна авиационна база, считано от 1 юни 2006 г. На 1 юли 2009 г. е назначен за командир на 24-та вертолетна авиационна база. На 30 юли 2010 г. е освободен от длъжността командир на 24-та вертолетна авиационна база. От 2010 до 2013 г. е на работа във Военновъздушното командване на НАТО в Измир. Между 2010 и 2012 г. е заместник началник-щаб на Военновъздушното командване на НАТО. През 2012 и 2013 г. е изпълняващ длъжността началник-щаб на Военновъздушното командване на НАТО. На 26 април 2013 г. е назначен за директор на дирекция „Операции и подготовка“ в Министерството на отбраната, считано от 27 май 2013 г.
На 28 април 2014 г. бригаден генерал Стефан Петров е освободен от длъжността директор на дирекция „Операции и подготовка“ и назначен на длъжността началник на щаба на Съвместното командване на силите, считано от 30 юни 2014 г. На 16 февруари 2015 г. е освободен от длъжността началник на щаба на Съвместното командване на силите и от военна служба, считано от 4 март 2015 г.
От февруари 2017 г. е зам.-министър на отбраната в служебния кабинет на Огнян Герджиков. От 2020 до смъртта си е председател на Българската авиационна асоциация.
Бригаден генерал Стефан Петров умира след продължително боледуване в нощта на 18 юли 2021 година.

## Семейство
Женен, с две деца. Синът му, о. р. ст. лейт. Христо Петров е хирург и бивш офицер в Българската армия. Другият му син Георги Петров е бивш футболист, по настоящем треньор по футбол.

## Военни звания
- Лейтенант (1980)
- Старши лейтенант (1983)
- Капитан (1987)
- Майор (1992)
- Подполковник (1996)
- Полковник (2000)
- Бригаден генерал (4 май 2005)